# Lindsey Buckingham
Lindsey Adams Buckingham (3. listopada, 1949.) je američki gitarist, pjevač, kantautor i producent. Najpoznatiji je kao gitarist i glavni muški vokal u glazbenom sastavu Fleetwood Mac. Također je izdao pet samostalnih studijskih albuma i jedan album uživo. Kao član Fleetwood Maca primljen je u Rock and Roll Hall of Fame 1998. godine.